# Хрватска чиста странка права
Хрватска чиста странка права (ХЧСП) крајње је десничарка политичка странка у Хрватској основана 1992. године. Странка тврди да је идеолошки насљедник истоимене историјске десничарске странке која је било активна почетком 20. вијека и која се залагала за право на самоопредјељење Хрватске у тренутка када је земље била у саставу Аустроугарске и Краљевине Југославије.
На парламентарним изборима у Хрватској 2011. године, коалиција коју су чиниле Хрватска странка права др Анте Старчевић и Хрватска чиста странка права освојила је једно саборско мјесто, на коме се налазила Ружа Томашић из ХСП АС.

## Историја
Првобитна ХЧСП основао је 1904. године Славко Кватерник са фракцијом Хрватске странке права, позивајући се на традицију Франковаца, историјског десничарског покрета Странке права са краја 19. и почетка 20. вијека. Као и већина десничарских странака из Хрватске, ХЧСП тврди да баштини заоставштину Анте Старчевића.
Хрватска чиста странка права је 12. децембра 1992. поново основана.

## Идеологија
Странка подржава усташку Независну Државу Хрватска и њеног вођу Анту Павелића. Званични веб-сајт ХСЧП обиљежио је 120 године од рођења Павелића, а чланови странке су лојалност изразили полагањем цвијећа на гробу његових родитеља, а касније присуствујући миси у Католичкој цркви посвећеној Анти Павелићу. Лука Подруг, кандидат коалиције предвођене ХДЗ-ом на парламентарним изборима 2015. године, изразио је дивљење према усташама. На сплитском гробљу 10. априла 2006, на прослави оснивања НДХ рекавши да се ради о „дану којег сваки нормалан Хрват поштује и слави јер је то дан који се успоређује с рођенданом дјетета”.
Програм странке се залаже за увођење лустрације у хрватски систем, као и за прекид сарадње са Међународним кривичним судом за бившу Југославију. Странка се противи чланству Хрватске у Европској унији и Организацији Сјеверноатлантског споразума. Залажу се за забрану абортуса и истополних бракова. Аместија која је дата Србима који су учестовали у рату у Хрватској, као и повратак избјеглих Срба, треба забранити.

## Регионална представништва
ХЧСП оспорава локалне изборе у Сплиту и Сплитско-далматинској жупанији.

## Избори 2007. и оптужбе за антисемитизам
Странка је најавила да ће потрожити 600.000 хрватских куна на предизборну кампању 2007. Најмлађи учесник на изборима 2007, Кристина Посавец је изјавила да је одлучила бити на изборној списку ХЧСП, јер је против ЕУ, НАТО и геј бракова.
У једној изборној дебати, предсједник странке Јосип Миљак изјавио је „профит ИНА-е иде у Мађарску, МОЛ-у, жидовском капиталу, а нама остају загађивачи”. Након ове изјаве Горан Беус Рихемберг из Хрватске народне странке и Тонино Пицула из Социјалдемократске партије напустили су студио у знак протеста.
Странке је учествовала у насилним протестима против Загребачке параде поноса, док су неки демонстранти салутирали нацистичким поздравом.